# Electronic Arts
Electronic Arts Inc. (EA) là một công ty trò chơi điện tử của Mỹ có trụ sở chính tại Redwood City, California. Đây là công ty trò chơi lớn thứ hai ở châu Mỹ và châu Âu tính theo doanh thu và giá trị vốn hóa thị trường sau Activision Blizzard và trên Take-Two Interactive và Ubisoft tính đến tháng 5 năm 2020.
Trip Hawkins, một cựu nhân viên của Apple đã thành lập công ty vào ngày 27 tháng 5 năm 1982. Công ty là nhà tiên phong của ngành công nghiệp trò chơi máy tính gia đình thời kỳ đầu, thúc đẩy các nhà thiết kế và lập trình viên chịu trách nhiệm cho các trò chơi của mình với tư cách là "nghệ sĩ phần mềm". EA đã xuất bản nhiều trò chơi và một số phần mềm năng suất cho máy tính cá nhân, tất cả đều được phát triển bởi các cá nhân hoặc nhóm bên ngoài cho đến Skate or Die! năm 1987. Công ty chuyển hướng sang các xưởng game nội bộ, thường là thông qua việc mua lại, chẳng hạn như EA Canada mua Distinctive Software năm 1991.
Hiện tại, EA phát triển và xuất bản các trò chơi thuộc các thương hiệu đã được thành lập, bao gồm   Battlefield, Need for Speed, The Sims, Medal of Honor, Command & Conquer, Dead Space, Mass Effect, Dragon Age, Army of Two, Titanfall, và Star Wars, cũng như các tựa game EA Sports như FIFA , Madden NFL, NBA Live, NHL, và EA Sports UFC. Các tựa trò chơi trên PC của họ xuất bản với tên Origin do họ tự phát triển, một nền tảng phân phối kỹ thuật số trò chơi trực tuyến dành cho PC và đối thủ cạnh tranh trực tiếp với Valve của Steam và Epic Games của Store. EA cũng sở hữu và điều hành các xưởng game lớn như EA Tiburon ở Orlando, EA Vancouver ở Burnaby, EA Romania ở Bucharest, DICE ở Stockholm và Los Angeles, BioWare ở Edmonton và Austin, hay Respawn Entertainment ở Los Angeles và Vancouver.

## Lịch sử

### 1982–1991: Thời đại Hawkins, thành lập và thành công ban đầu

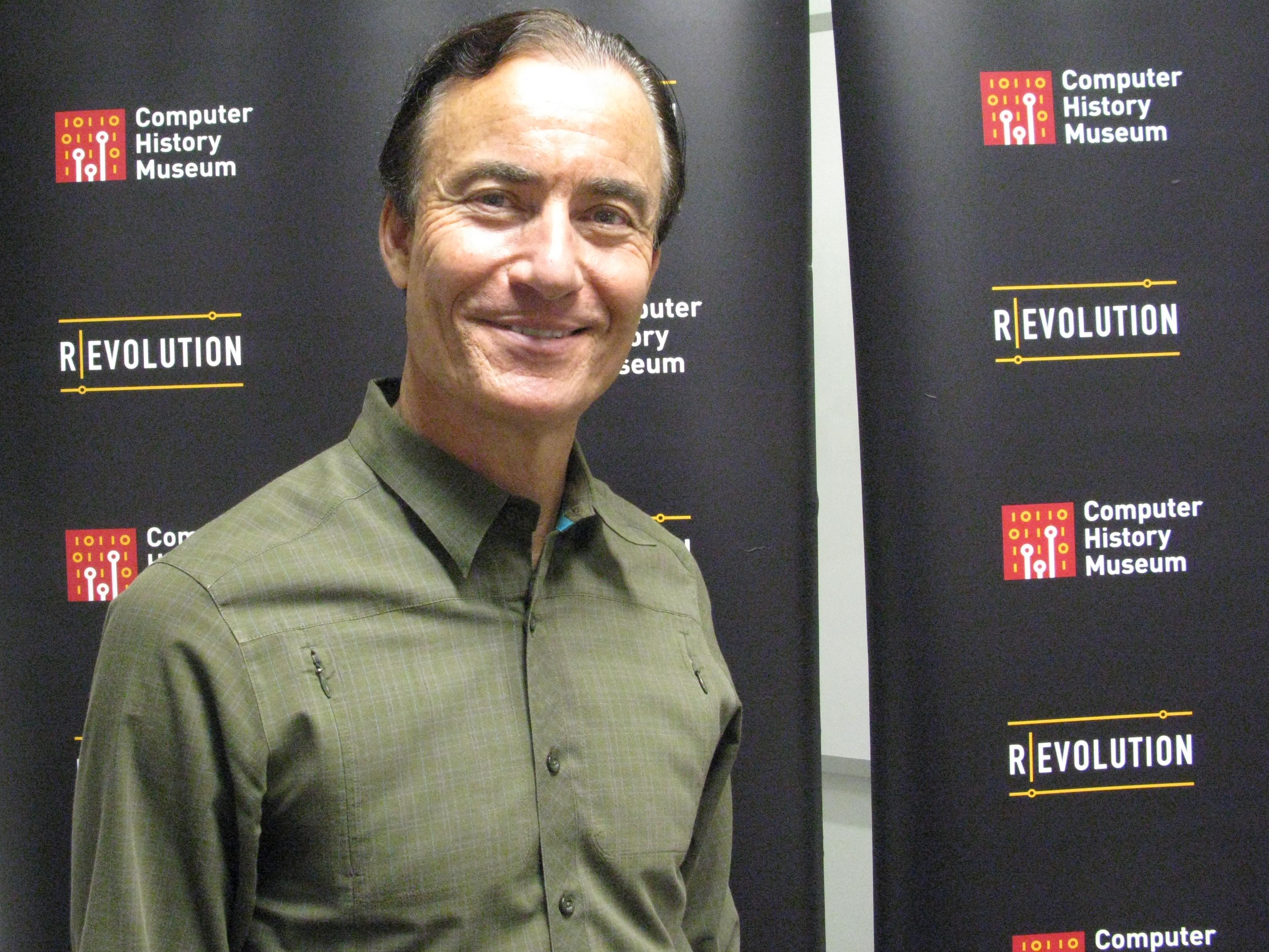
Người sáng lập Electronic Arts, Trip Hawkins, ảnh chụp năm 2013.

Trip Hawkins là nhân viên của Apple từ năm 1978, vào thời điểm công ty chỉ có khoảng năm mươi nhân viên. Trong bốn năm tiếp theo, thị trường máy tính cá nhân gia đình đã tăng vọt. Đến năm 1982, Apple đã hoàn thành phát hành lần đầu ra công chúng (IPO) và trở thành công ty Fortune 500 với hơn một nghìn nhân viên.
Tháng 2 năm1982, Trip Hawkins sắp xếp một cuộc gặp mặt với Don Valentine của hãng Sequoia Capital để thảo luận tài chính cho một liên doanh mới, hãng Amazin' Software. Valentine khuyến khích Hawkins rời tập đoàn Apple, nơi mà Hawkins làm giám đốc tiếp thị sản phẩm, và cho phép Hawkins sử dụng một phần không gian sẵn có trong Sequoia Capital để mở công ty. Vào ngày 27 tháng 5 năm 1982, Trip Hawkins đã phối hợp và thành lập công ty với một khoản đầu tư cá nhân ước tính khoảng 200,000 đô la Mỹ.:89
Trong vòng hơn 7 tháng, Hawkins thực hiện kế hoạch thành lập Electronic Arts. Với sự hỗ trợ của nhân viên đầu tiên (người đã cùng Hawkins làm công việc marketing tại Apple) là Rich Melmon, kế hoạch kinh doanh ban đầu phần lớn do Hawkins viết ra trên máy tính Apple II trong văn phòng của Sequoia Capital vào tháng 8 năm 1982. Trong thời gian đó, Hawkins cũng đã thuê được hai cựu nhân viên cùng làm trước đó với ông ở Apple là Dave Evans và Pat Marriott, với tư cách là nhà sản xuất, và một bạn học cùng lớp Quản trị Kinh doanh ở Stanford là Jeff Burton từ hãng Atari cho việc phát triển kinh doanh toàn cầu. Kế hoạch kinh doanh sau đó được rút gọn lại vào tháng 9 và cấp lại vào ngày 8 tháng 10 năm 1982. Khoảng giữa tháng 9 và tháng 11, số lượng nhân viên tăng lên 11, bao gồm Tim Mott, Bing Gordon, David Maynard, và Steve Hayes. Với số lượng nhân viên như vậy, văn phòng Sequoia Capital đã không đủ chỗ, công ty dời địa điểm đến văn phòng San Mateo, nơi nhìn thẳng ra đường băng sân bay San Francisco. Số lượng nhân viên tăng lên nhanh chóng vào năm 1983, bao gồm Don Daglow và Richard Hilleman.

Khi thành lập công ty, Hawkins ban đầu chọn Amazin 'Software làm tên công ty, nhưng những nhân viên ban đầu khác của ông trong công ty đều không thích cái tên này và đã đổi thành Electronic Arts vào tháng 11 năm 1982. Khi còn ở Apple, Hawkins đã rất thích các cuộc họp ngoài công ty tại Pajaro Dunes và cũng tổ chức những cuộc họp như vậy về các ý tưởng cho EA vào tháng 10 năm1982. Hawkins đã phát triển ý tưởng coi việc viết phần mềm như một môn nghệ thuật và gọi các nhà phát triển của mình là "nghệ nhân phần mềm". Do đó, ý tưởng nảy sinh là đặt tên công ty là SoftArt. Tuy nhiên, Hawkins và Melmon quen biết các nhà sáng lập công ty Software Arts, công ty đã tạo ra VisiCalc, dù họ hoàn toàn có thể lấy được giấy phép cho tên SoftArt. Nhưng Dan Bricklin không muốn dùng cái tên này vì nó quá giống (có thể gây "nhầm lẫn tương tự") với Software Arts. Tuy nhiên cái tên này lại được lòng tất cả những người tham dự. Hawkins lúc đó cũng đọc một cuốn sách bán chạy về xưởng phim United Artists, và thích danh tiếng mà công ty đó đã tạo ra. Hawkins nói rằng tất cả mọi người đều có phiếu của riêng mình nhưng họ sẽ mất nó nếu họ đi ngủ.

Logo ban đầu của EA do Barry Deutsch thiết kế, 1982-1999

Hawkins thích từ "electronic" (điện tử), và đa phần các nhân viên băn khoăn giữa hai cụm từ "Electronic Artists" và "Electronic Arts". Trong khi Gordon và những người khác bầu cho "Electronic Artists", để nhớ đến hãng phim United Artists, Steve Hayes phản đối và nói rằng, "Chúng ta không phải những nghệ sĩ, mà là họ [những nhà phát triển]..." Tuyên bố này của Hayes ngay lập tức khiến cho mọi người chuyển sang tên Electronic Arts, cái tên này đã được mọi người nhất trí tán thành và áp dụng sau đó vào năm 1982. Ông đã tuyển dụng những nhân viên ban đầu của ông từ Apple, Atari, Xerox PARC và VisiCorp, và Steve Wozniak đồng ý ngồi vào ghế hội đồng quản trị. Hawkins quyết tâm bán trực tiếp cho người mua. Kết hợp với việc Hawkins đi tiên phong trong các thương hiệu trò chơi mới, nhưng điều này lại khiến cho việc tăng trưởng doanh số trở nên khó khăn hơn do các nhà bán lẻ thường muốn mua các thương hiệu đã biết từ các đối tác phân phối hiện tại. Cựu Giám đốc điều hành Larry Probst trở thành Phó Giám đốc Kinh doanh vào cuối năm 1984 và thành công trong việc giúp mở rộng vốn công ty. Chính sách giao dịch trực tiếp với các nhà bán lẻ này đã mang lại cho EA tỷ suất lợi nhuận cao hơn và nhận thức về thị trường tốt hơn, những lợi thế chính mà công ty đã tận dụng để đi trước các đối thủ cạnh tranh ban đầu.

Bìa đĩa trò chơi Pinball Construction Set

Một cách tiếp cận mới là ghi tên các nhà sản xuất vào game là một trong những nhãn hiệu của EA từ những ngày đầu. Việc EA đóng gói hầu hết các trò chơi của họ trong "bìa album" do EA tiên phong sáng tạo, do Hawkins nghĩ rằng phong cách album-thu âm sẽ vừa tiết kiệm chi phí vừa truyền tải cảm xúc nghệ thuật. EA thường gọi các nhà phát triển của họ là các nghệ sĩ và đưa ảnh của họ vào trong game, tạo cảm giác như đang đọc một cuốn tạp chí quảng cáo đầy hình ảnh. Quảng cáo vậy đầu tiên của họ, kèm theo khẩu hiệu "Chúng tôi biết nhìn xa trông rộng hơn", là quảng cáo trò chơi điện tử đầu tiên giới thiệu các nhà thiết kế phần mềm. EA cũng chia sẻ lợi nhuận một cách hào phóng với các nhà phát triển của họ, điều này cũng kêu gọi thêm người vào ngành công nghiệp. Các vỏ hộp đĩa game (như là bìa cho các game năm 1983 như M.U.L.E và Pinball Construction Set) là bìa đĩa nổi tiếng do Electronic Arts thực hiện, nhằm thể hiện các nhà phát triển của họ như là "ngôi sao nhạc rock".

### 1991– 2007: Kỷ nguyên Larry Probst, mở rộng liên tục và thành công trong thiên niên kỷ mới

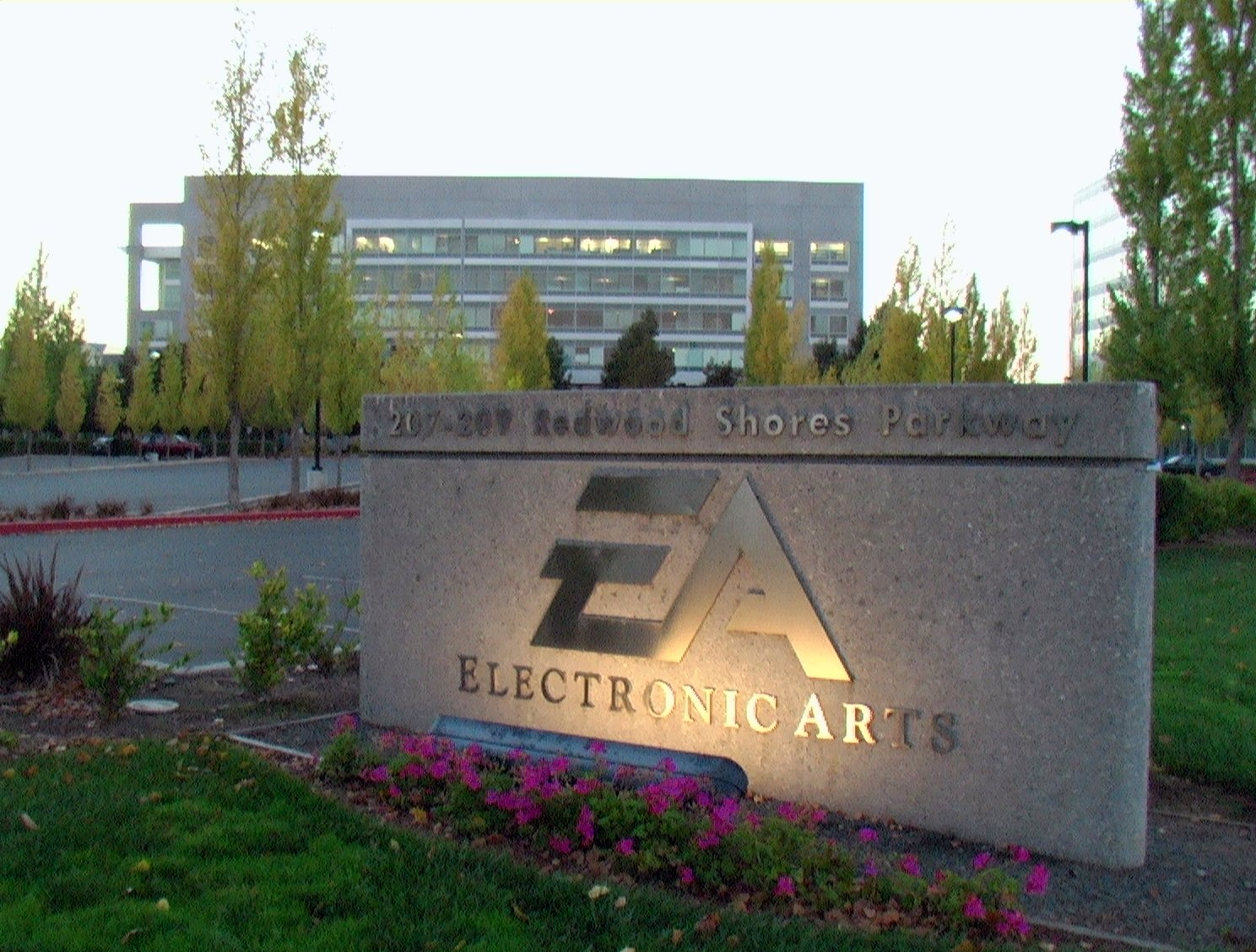
Trụ sở EA tại Redwood Shores.

Trụ sở chính hiện nay của EA ở Redwood Shores lân cận với thành phố Redwood, California. Larry Probst lên nắm quyền điều hành và dẫn dắt công ty tới kích thước và tầm vóc như hiện nay. Probst coi mình là một người có nguyên tắc và từ chối làm các game có đánh giá hạng M (Mature-ESRB) như hãng Take-Two Interactive,hãng sản xuất dòng game Grand Theft Auto đã trở thành thương hiệu thống trị từ năm 2000 đến 2003. Và kết quả là Probst đã bị chỉ trích nặng nề bởi các nhà phân tích phố Wall, những người tin rằng chỉ vì chính sách này, giá cổ phiếu của EA đã thấp hơn dự kiến. Báo cáo cuối tháng 3/2005 của Electronic Arts lần đầu tiên cảnh báo doanh thu giữa quý đến cuối năm sẽ thấp hơn dự kiến do nguyên nhân thiếu hụt phần cứng.
Các game được đánh giá hạng M nay không còn xa lạ với EA: vào năm 1999 EA chấp thuận game được đánh giá hạng M đầu tiên, System Shock II cho PC. Probst cuối cùng cũng thay đổi lập trường của mình về các game hạng M, game dành cho người trưởng thành. Vào năm 2004, EA đã đầu tư hàng triệu USD cho một dự án game giáo dục ở Đơn vị truyền thông tương tác thuộc Đại học Nam California. Thêm vào đó, nhân viên của EA sẽ hoạt động giảng dạy trong trường. Vào 1/2/2006, Electronic Arts tuyên bố cắt giảm nhân công trên toàn thế giới khoảng 5%. Vào 20/6/2006,EA mua lại Mythic Entertainment (nay là BioWare Mythic), hãng đã phát triển game Warhammer Online.
Sau game ESPN NFL 2K5(Sega phát hành) đã thành công trong việc nắm lấy thị phần từ dòng game Madden NFL của EA trong suốt kỳ nghỉ lễ năm 2004,EA đáp trả bằng việc thỏa thuận giấy phép với vài môn thể thao lớn, bao gồm thỏa thuận độc quyền với giải bóng đá quốc gia Mỹ (NFL).Và sau 15 năm thỏa thuận với ESPN, vào tháng 1/2005,ESPN cho phép EA độc quyền với tất cả các nội dung thể thao của mình để làm game. Vào 11/4/2005,EA cũng công bố một điều tương tự,6 năm thỏa thuận với Công ty cấp phép thể thao Đại học (CLC) cho quyền độc quyền của mình với các nội dung bóng bầu dục.
Phần nhiều thành công của EA, cả về doanh số bán hàng và giá trị xác định trên thị trường chứng khoán,là do chiến lược phát triển game trên đa hệ máy và việc tạo ra các thương hiệu mạnh trong nhiều năm. EA là nhà phát hành đầu tiên cho ra các bản cập nhật hằng năm cho các tựa game thể thao của mình: Madden, FIFA, NHL, NBA Live, Tiger Woods v.v.. và cập nhật danh sách người chơi và một số tinh chỉnh nhỏ về hình ảnh và lối chơi. Nhận thức được nguy cơ chán nản trước các thương hiệu cũ của người tiêu dùng, EA tuyên bố vào năm 2006 rằng sẽ tập trung hơn vào việc phát triển các game mới.
Tháng 9/2006, Nokia và EA công bố hợp tác với nhau khi EA trở thành nhà cung cấp độc quyền game cho các thiết bị di động của Nokia qua hệ thống Nokia Content Discoverer. Ban đầu khách hàng của Nokia có thể tải về 7 game của EA titles bao gồm: Tetris, Tetris Mania, The Sims 2, Doom, FIFA 06, Tiger Woods PGA Tour 06 và FIFA Streets 2 trong kỳ nghỉ lễ 2006.

### 2007– 2013: Bước vào thời đại John Riccitiello
Tháng 2/2007, Probst bước xuống khỏi vị trí tổng giám đốc trong khi vẫn đang là thành viên trong hội đồng quản trị. Người thay thế ông là John Riccitiello, đã từng làm việc cho EA vài năm trước đó, và rời đi một thời gian, sau đó quay lại. Riccitiello đã từng làm việc cho các hãng Elevation Partners, Sara Lee và Pepsico. Vào tháng 6/2007, Tổng giám đốc mới John Riccitiello tuyên bố rằng EA sẽ tái tổ chức nó thành 4 nhãn hiệu, mỗi nhãn hiệu này sẽ chịu trách nhiệm phát hành và phát triển các sản phẩm của riêng nó. Điểm sáng giá của việc tái tổ chức này là trao quyền cho các nhãn hiệu hoạt động một cách chủ động hơn, ra các quyết định nhanh chóng hơn, tăng cường chất lượng và sự sáng tạo, và cuối cùng là đưa game ra thị trường sớm hơn. Việc tái tổ chức diễn ra ngay sau một loạt các năm mà EA hợp nhất và mua lại các studio nhỏ, điều mà một số người cho rằng đây là nguyên nhân cho sự suy giảm chất lượng trầm trọng các game mang nhãn hiệu EA. Vào năm 2008, Tại hội nghị DICE(viết tắt của Design, Innovate, Communicate, Entertain), Riccitiello gọi phương pháp trước đây: "mua và đồng hóa" là một sai lầm, nó thường khiến cho các tài năng sáng tạo của các studio nhỏ phải rời đi. Riccitiello nói rằng kiểu mô hình mới này cho phép các nhà phát triển độc lập duy trì sự tự chủ ở một mức độ lớn, và lấy 2 studio Maxis và BioWare làm ví dụ cho sự phát triển mạnh dưới mô hình mới.
Cũng trong năm 2007, tuyên bố rằng hãng cũng sẽ phát triển một số game của mình trên hệ máy Mac của Apple. Một số game của EA như Battlefield 2142, Command & Conquer 3: Tiberium Wars, Crysis, Harry Potter and the Order of the Phoenix, Madden NFL 08, Need for Speed: Carbon, và Spore đã có thể chạy trên hệ máy Mac. Tất cả các game mới phát hành cho máy Mac sử dụng Cider, một công nghệ phát triển bởi hãng TransGaming đem lại một hệ chuyển đổi cho các game chạy trên hệ điều hành Windows có thể chạy trên hệ điều hành Mac X trên các máy Mac dùng CPU Intel(các máy Mac dùng CPU của chính Apple không thể chạy các game này).
Tháng 10/2007, EA mua lại Super Computer International, một hãng lâu đời chuyên cung cấp các dịch vụ máy chủ cho các studio phát triển game, và gần đây hãng này cũng phát triển phần mềm PlayLinc. Một tuần sau EA cũng mua lại tập đoàn VG Holding, là tiền thân của các công ty như BioWare và Pandemic Studios.
Có một thông tin vào tháng 2/2008 rằng Electronic Arts đã đặt giá thầu tiếp quản công ty đối thủ là Take-Two Interactive. Sau đề xuất ban đầu mua mỗi một cổ phiếu là 25USD, mọi đề nghị mua lại cổ phiếu đều bị từ chối bởi ban quản trị của Take-Two, EA đề xuất nâng lên 26 USD một cổ phiếu, giá cao hơn 64% so với giá đóng cửa ngày hôm trước, và công bố lời đề nghị này ra công chúng. Tin đồn này trôi nổi trên Internet trước cả tin rằng Take-Two có thể sẽ được mua lại bởi một hãng còn lớn hơn cả EA là Viacom như một nhà thầu tiềm năng. Vào tháng 5/2008, EA công bố rằng sẽ mua lại tài sản của Hands-On Mobile Korea, một hãng của Hàn Quốc chuyên phát hành và phát triển game trên điện thoại di động, nay trở thành EA Mobile Korea. Vào tháng 9/2008, EA từ bỏ lời đề nghị mua lại Take-Two không lý do.
Cho đến 6/11/2008, Electronic Arts xác nhận đóng cửa Casual Label và sáp nhập nó với đối tác Hasbro với nhãn hiệu The Sims. EA đồng thời xác nhận sự ra đi của Kathy Vrabeck, người được trao vị trí như là cựu chủ tịch của đơn vị EA Casual(sản xuất game casual) vào tháng 5/2007. EA phát biểu về việc sáp nhập: " chúng tôi đã học được rất nhiều về game casual trong 2 năm qua. Và nhận ra rằng giải trí đơn giản là một thách thức. Với sự ra đi của Kathy Vrabeck,EA tổ chức lại để tích hợp các game casual -phát triển và tiếp thị- thành bộ phận khác của doanh nghiệp chúng tôi. Chúng tôi hợp nhất Casual Studios, đối tác Hasbro, Casual tổ chức tiếp thị với thương hiệu The Sims để trở thành nhãn hàng Sims and Casual Label mới, nơi chúng phù hợp với thiết kế sản xuất,tiếp thị và số lượng người mua [...]. trong những ngày tháng tới, chúng tôi sẽ thông báo kỹ hơn trong bản báo cáo cơ cấu cho các doanh nghiệp khác thuộc nhãn Casual Label bao gồm EA Mobile, Pogo, Media Sales và Online Casual Initiatives. Những doanh nghiệp này đang là ưu tiên tăng trưởng của EA và xứng đáng được hỗ trợ mạnh mẽ,trong tập đoàn sẽ ủng hộ mục tiêu của họ.". Tuyên bố này có một tuần sau khi EA đã thông báo sa thải 6% khoảng 600 vị trí nhân viên của họ và lỗ 310 triệu USD trong quý.
Trong thời kì khủng hoảng kinh tế năm 2008, Electronic Arts đã suy giảm nhiều hơn dự kiến vào kỳ nghỉ 2008, sang tháng 2 năm 2009,hãng đã cắt giảm khoảng 1100 nhân viên, tức 11% lực lượng lao động. EA cũng tuyên bố sẽ đóng của 12 cơ sở (vẫn chưa xác định là cơ sở nào). Riccitiello, trong một cuộc họp với các phóng viên, nói rằng sự suy giảm hiệu suất của họ trong quý thứ tư là không phải hoàn toàn do nền kinh tế suy giảm, nhưng thực tế là họ đã không đưa ra bất kỳ tựa game bom tấn nào trong quý. Quý cuối cùng năm 2008, vào 31/12, tổng kết hãng đã mất 641 triệu USD. Đầu tháng 5/2009, công ty con của EA:Redwood Shores đổi tên thành Visceral Games. Vào 24/6/2009, EA tuyên bố sẽ sáp nhập 2 studio phát triển game của mình BioWare và Mythic thành một đơn vị chuyên phát triển thể loại game nhập vai và game online. Sự sáp nhập thực ra là đặt Mythic dưới sự quản lý của BioWare với Ray Muzyka và Greg Zeschuk sẽ quản lý trực tiếp đơn vị này. Hiệu quả thực tế của sự sáp nhập này vẫn còn là câu hỏi.
Vào 9/11/2009, EA công bố việc mua lại studio phát triển game xã hội và game casual Playfish với giá 275 triệu USD. Cùng ngày, hãng cũng tuyên bố sa thải 1500 nhân viên(17% lực lượng lao động), thuộc một số studios bao gồm EA Tiburon, Visceral Games, Mythic và EA Black Box These layoffs also led to the complete shutdown of Pandemic Studios.. Sự sa thải hàng loạt này cũng dẫn đến đóng cửa hoàn toàn Pandemic Studios.
Trong tháng 10 năm 2010, EA công bố việc mua lại nhà phát hành game cho iPhone và iPad:Chillingo với giá 20 triệu USD bằng tiền mặt. Mặc dù Chillingo phát hành 2 game khá nổi tiếng Angry Birds và Cut the Rope, nhưng thỏa thuận không bao gồm mua lại 2 game này.

### 2013 – nay: Kỷ nguyên Andrew Wilson, quan hệ đối tác với Disney, kiếm tiền, rắc rối tài chính và phục hồi
Ngày 18 tháng 3 năm 2013, John Riccitiello thông báo ông sẽ từ chức Giám đốc điều hành và thành viên Hội đồng quản trị vào ngày 30 tháng 3 năm 2013. Larry Probst cũng được bổ nhiệm làm chủ tịch điều hành cùng ngày.. Andrew Wilson được bổ nhiệm làm Giám đốc điều hành mới của EA vào tháng 9 năm 2013.
Tháng 4 năm 2013, EA  công bố một cuộc tái tổ chức bao gồm sa thải 10% lực lượng lao động của họ, hợp nhất các chức năng tiếp thị được phân bổ giữa năm tổ chức nhãn hàng và thay thế quyền lãnh đạo hoạt động của Origin dưới quyền Chủ tịch của Nhãn hàng.
EA đã có giấy phép độc quyền sinh lợi để phát triển các trò chơi trong vũ trụ Star Wars từ Disney vào tháng 5 năm 2013, ngay sau khi Disney đóng cửa việc phát triển trò chơi nội bộ LucasArts năm 2013. EA giữ chặt giấy phép từ năm 2013 đến năm 2023 và bắt đầu chỉ định các dự án Star Wars mới trên một số xưởng nội bộ, bao gồm BioWare, DICE, Visceral Games, Motive Studios, Capital Games và nhà phát triển bên ngoài Respawn Entertainment.

## Cấu trúc công ty
Đứng đầu EA là chủ tịch Larry Probst và Giám đốc điều hànhAndrew Wilson. Nhiều người cho rằng thành công của cựu CEO John Riccitiello trong việc dẫn dắt EA chình là do niềm đam mê của ông ấy như một game thủ thực thụ. Kể từ tháng 4 năm 2018, tất cả các xưởng con của EA đều phải báo cáo cho Laura Miele, người đứng đầu EA Worldwide Studios.

### Các xưởng phát triển
- BioWare ở Edmonton, Canada; mua lại tháng 10 năm 2007.[52]
  - BioWare Austin ở Austin, Texas;  mua lại tháng 10 năm 2007.[52]
- Codemasters ở Southam, England; thành lập tháng 10 năm 1986, EA mua lại tháng 2 năm 2021.[53]
  - Codemasters Birmingham ở Birmingham, England
  - Codemasters Cheshire ở Cheshire, England
  - Codemasters Kuala Lumpur ở Kuala Lumpur, Malaysia
  - Codemasters India ở Pune, Ấn Độ
  - Slightly Mad Studios ở London, England; thành lập năm 2009, Codemasters mua lại vào tháng 11 năm 2019.
- Criterion Games ở Guildford, England; mua lại tháng 8 năm 2004.[54]
- DICE ở Stockholm, Sweden; mua lại tháng 10 năm October 2006.[55]
  - Frostbite Labs ở Stockholm, Sweden; thành lập tháng 5 năm 2016.[56]
    - Frostbite Vancouver ở Burnaby, Canada; thành lập tháng 5 năm  2016.[56]
- EA Baton Rouge ở Baton Rouge, Louisiana; thành lập tháng 9 năm  2008.[57]
- EA Chillingo ở Macclesfield, England; mua lại tháng 10 năm 2010,[58] giảm nhân viên vào năm 2017 chủ yếu hỗ trợ xuất bản trên thiết bị di động.[59]
- EA Galway ở Galway, Ireland.
- EA Gothenburg ở Gothenburg, Sweden; thành lập tháng 3 năm 2011.[60] Từ tháng 3 năm 2011 đến tháng 11 năm 2012, xưởng được đặt tên là EA Gothenburg. Từ tháng 11 năm 2012 đến tháng 1 năm 2020, xưởng được đặt tên là Ghost Games, cho đến khi quay lại tên ban đầu.[61]
- EA Mobile ở Los Angeles, California; thành lập năm 2004.
  - EA Capital Games ở Sacramento, California; mua lại năm 2011.[62] Từ năm 2011 đến năm 2014, xưởng được đặt tên là BioWare Sacramento.[63]
  - EA Redwood Studios ở Redwood City, California; thành lập năm 2016.
  - Firemonkeys Studios ở Melbourne, Australia; mua lại tháng 7 năm 2012.
  - Glu Mobile ở San Francisco, California; mua lại tháng 4 năm 2021.[64]
  - Industrial Toys ở Pasadena, California; mua lại tháng 7 năm 2018.[65]
  - Playdemic ở Manchester, England; EA mua lại vào tháng 6 năm 2021 từ WarnerMedia[66]
  - Red Crow Studios ở Charlottetown, Canada
  - Slingshot Games ở Hyderabad, Ấn Độ.
  - Tracktwenty Studios ở Helsinki, Finland; thành lập năm 2012.
- EA Sports ở Redwood Shores, California;  thành lập năm 1991.
  - EA Cologne ở Cologne, Germany
  - EA Madrid ở Madrid, Spain; thành lập tháng 10 năm 2018.[67]
  - EA Romania ở Bucharest, Romania; mua lại năm 2006.
  - EA Tiburon ở Maitland, Florida; mua lại tháng 4 năm 1998.
  - EA Vancouver ở Burnaby, Canada; mua lại năm 1991.
  - Metalhead Software ở Victoria, British Columbia; mua lại tháng 5 năm 2021.[68]
- Full Circle ở Vancouver, Canada; mở cửa năm 2021.[69]
- Maxis ở Redwood City, California; mua lại tháng 7 năm 1997.[70]
  - Maxis Texas ở Austin, Texas mở cửa năm 2019, hoạt động trên một IP mới[71]
  - Maxis Europe ở nhiều địa điểm ở Châu Âu, mở năm 2021.[72]
- Motive Studios ở Montreal, Canada; thành lập tháng 7 năm 2015.[73]
  - Motive Studios Vancouver ở Burnaby, Canada; thành lập tháng 6 năm 2018.[74]
- Pogo Studios ở Redwood City, California; mua lại tháng 3 năm 2001.[75]
  - Pogo Studios Shanghai ở Shanghai, China.
- PopCap Games ở Seattle, Washington; mua lại tháng 7 năm 2011.[76]
  - PopCap Shanghai ở Shanghai, China; mua lại tháng 7 năm 2011.
  - PopCap Hyderabad ở Hyderabad, India; mua lại tháng 7 năm 2011.
- Respawn Entertainment ở Sherman Oaks, California; mua lại tháng 12 năm 2017.[77]
  - Respawn Vancouver mở cửa năm 2020.[78]
- Ripple Effect Studio ở Los Angeles, California; thành lập tháng 5 năm 2013, trước đây là một công ty con của DICE có tên là DICE Los Angeles và là một xưởng hỗ trợ trước khi trở thành công ty riêng và đổi tên vào năm 2021.[79][80][81]
- Spearhead ở Seoul, South Korea; thành lập năm 1998. Từ năm 1998 đến tháng 7 năm 2004, xưởng mang tên EA Korea.
- Studio không tên ở Seattle, Washington, do Kevin Stephens trước đây là phó chủ tịch của Monolith Productions lãnh đạo, thành lập vào tháng 5 năm 2021.[82]

### Đã đóng cửa
- BioWare Montreal ở Montreal, Canada; thành lập  tháng 3 năm 2009, xưởng sáp nhập vào Motive Studios tháng 8 năm 2017.[83]
- BioWare San Francisco ở San Francisco, California; thành lập với tên EA2D, đổi tên tháng 8 năm 2011 và đóng cửa tháng 3 năm 2013.[84][85]
- Bullfrog Productions ở Guildford, England; mua lại tháng 1 năm 1995, đóng cửa năm 2001.
- Danger Close Games ở Los Angeles, California; mua lại năm tháng 2 năm 2000, đóng cửa tháng 6 năm 2013.[86]
- EA Baltimore ở Baltimore, Maryland; thành lập năm 1998, đóng cửa năm 2002.
- EA Black Box ở Burnaby, Canada; mua lại tháng 6 năm 2002 với tên Black Box Games, sau đó đổi tên thành EA Black Box. Xưởng đóng cửa tháng 4 năm 2013.[87][88]
- EA Bright Light ở Guildford, England; thành lập năm 1995 với tên EA UK,  đổi tên năm 2008 và đóng cửa tháng 10 năm 2011.
- EA Chicago ở Hoffman Estates, Illinois; thành lập tháng 2 năm 2004, đóng cửa tháng 11 năm 2007.
- EA North Carolina ở Morrisville, North Carolina; đóng cửa tháng 9 năm 2013.[89]
- EA Pacific ở Irvine, California; được mua lại vào tháng 8 năm 1998 với tên gọi Westwood Pacific, rồi đổi tên vào năm 2002 và đóng cửa năm 2003.
- EA Phenomic ở Ingelheim am Rhein, Germany; mua lại tháng 8 năm 2006 và đóng cửa tháng 7 năm 2013.[90][91]
- EA Salt Lake ở Salt Lake City, Utah; mua lại tháng 12 năm 2006 và đóng cửa tháng 4 năm 2017.[92]
- EA Seattle ở Seattle, Washington; mua tháng 1 năm 1996, đóng cửa 2002.
- Easy Studios ở Stockholm, Sweden; thành lập năm 2008, đóng cửa tháng 3 năm 2015.
- Firemint ở Melbourne, Australia; mua lại năm 2011 và sáp nhập với Iron Monkey Studios để trở thành Firemonkeys Studios tháng 7 năm 2012.
- Hypnotix ở Little Falls, New Jersey; mua lại tháng 7 năm 2005, sát nhập với EA Tiburon.[93]
- Iron Monkey Studios ở Sydney, Australia; mua lại năm 2011 và sáp nhập với Firemint để trở thành Firemonkeys Studios tháng 7 năm 2012 .
- Kesmai ở Charlottesville, Virginia; mua lại năm 1999, đóng cửa 2001.
- Mythic Entertainment ở Fairfax, Virginia; mua lại tháng 7 năm 2006, đổi tên EA Mythic, đổi thành Mythic Entertainment tháng 7 năm 2008, rồi thành BioWare Mythic tháng 6 năm 2009 và cuối cùng là Mythic Entertainment năm 2012. Xưởng đóng cửa tháng 5 năm 2014.[94][95]
- NuFX ở Hoffman Estates, Illinois; mua lại tháng 2 năm 2004 và đóng cửa cùng năm.
- Origin Systems ở Austin, Texas; mua lại tháng 9 năm 1992, đóng cửa tháng 2 năm 2004.
- Pandemic Studios ở Los Angeles, California and Brisbane, Australia; mua lại tháng 10 năm 2007, đóng cửa tháng 11 năm 2009.[96][97][98]
- Playfish ở London, England; mua lại năm 2009, đóng cửa tháng 6 năm 2013.[99]
- Quicklime Games; đóng cửa tháng 4 năm 2013.[100]
- Uprise ở Uppsala, Sweden; thành lập với tên Uprise và mua lại năm 2012 với tên ESN. Từ năm 2014, xưởng lấy lại tên cũ Uprise. Sau đó sát nhập thành DICE Stockholm năm 2019.[101]
- Victory Games ở Los Angeles, California; thành lập tháng 2 năm 2011 với tên BioWare Victory, đổi tên tháng 11 năm 2012 và đóng cửa tháng 10 năm 2013.
- Visceral Games ở Redwood City, California; thành lập năm 1998 với tên EA Redwood Shores, đổi tên năm 2009 và đóng cửa tháng 10 năm 2017.[102][103]
- Waystone Games ở Los Angeles, California; đóng cửa tháng 11 năm  2014.[104]
- Westwood Studios ở Las Vegas, Nevada; mua lại tháng 8 năm 1998 và đóng cửa tháng 3 năm 2003.[105][106]

### Các chương trình mà EA hợp tác
Các mục tiêu mà EA hợp tác là dành riêng cho phát hành và phân phối các trò chơi được phát triển bởi các nhà phát triển bên thứ ba. Đáng chú ý là các thỏa thuận phát hành / phân phối bao gồm: 
- APB hợp tác với Realitime Worlds
- Bulletstorm – Epic Games
- Dòng game Crysis – Crytek
- DeathSpank – Hothead Games
- Dòng Left 4 Dead trong The Orange Box (phiên bản bán lẻ) – Valve
- Dòng game Rock Band – Harmonix and MTV Games
- The Secret World – Funcom[35]
- Shadows of the Damned – Grasshopper Manufacture
- Shank – Klei Entertainment
- Dự án chưa xác định với Respawn Entertainment – thành lập tháng 4/2010, thành viên trong studio mới này là những người đứng đầu trước đây của Infinity Ward như Jason West và Vince Zampella[107].
- Overstrike với Insomniac Games:hãng phát triển thứ 3 chuyên sản xuất game trên hệ máy PlayStation của Sony cuối cùng cũng phát triển game đa hệ máy và EA sẽ phát hành[108].

Dưới đây là các nhãn hiệu của EA, với các studio thuộc từng nhãn:
- EA Games: Nơi có số lượng lớn nhất các studio và các nhóm phát triển, nhãn hiệu này chịu trách nhiệm làm các game hành động-phiêu lưu, game nhập vai, game đua xe và game đối kháng,giao dịch trên thị trường dưới thương hiệu EA. Ngoài việc các game xuất bản theo cách đóng gói truyền thống, EA Games cũng phát triển các game nhập vai trực tuyến nhiều người chơi. Lãnh đạo bởi Frank Gibeau.

- Visceral Games (trước đó là EA Redwood Shores)
- EA Los Angeles (trước đó là Westwood Studios)
- EA Montreal
- BioWare Edmonton
- BioWare Austin
- BioWare Montreal
- BioWare Mythic (trước đó là Mythic Entertainment)
- EA Digital Illusions CE
- EA Black Box (trước đó là Black Box Games)
- Maxis
- EA Phenomic
- Criterion Games

- EA Sports: Phát hành tất cả các dạng game thực tế, casual, và thể thao dựa trên các nhãn hiệu của EA, bao gồm FIFA Football, Madden NFL, Fight Night, NBA Live, NCAA Football, Cricket, NCAA March Madness, Tiger Woods PGA Tour, NHL Hockey, NASCAR và Rugby. Lãnh đạo là Peter Moore.

- EA Tiburon (Florida)
- EA Canada (Vancouver)
- EA-NC (Bắc Carolina)

- EA Play: Phát triển và phát hành các game casual cho game thủ và những người mới chơi. Bao gồm EA Hasbro và trụ sở phát triển ở Anh: studio Bright Light. EA Play cũng phát triển cả series The Sims và quảng bá những tựa game mô phỏng cuộc sống và cộng đồng mạng, bao gồm cả tên các "Sims". Lãnh đạo bởi Rod Humble.
- EA Interactive:bao gồm trang phục vụ trực tuyến, Playfish và EA Mobile. Barry Cottle làm chủ tịch.

## Chỉ trích và tranh cãi
Kể từ giữa thập niên 2010, Electronic Arts  là trung tâm của nhiều cuộc tranh cãi liên quan đến việc mua lại các công ty và bị cáo buộc có các hành vi chống lại người tiêu dùng ngay trong các trò chơi của họ (có thể đọc thêm trên các bài báo), cũng như các vụ kiện cáo buộc EA chống lại việc cạnh tranh khi ký hợp đồng liên quan đến thể thao.

### Mua lại và đóng cửa các xưởng
Trong thời gian tăng trưởng nhanh nhất EA đã thường xuyên bị chỉ trích vì mua các hãng phát triển nhỏ hơn chủ yếu đối với sản phẩm game thưộc sở hữu trí tuệ của họ, và sau đó sản xuất các phiên bản tiếp theo làm thay đổi một cách đáng kể thương hiệu mà game đã tạo dựng. Ví dụ, 2 sản phẩm của studio Origin là Ultima VIII: Pagan và Ultima IX: Ascension đã được phát triển nhanh chóng dưới tay EA, bất chấp sự phản đối của người sáng tạo nên Ultima là Richard Garriott,và 2 phiên bản này được cộng đồng coi như là hai bản dở nhất so với cả series.
Đầu năm 2008, Tổng giám đốc hiện tại John Riccitiello thừa nhận rằng hành động này của EA đã sai và rằng hãng sẽ cho các studio mua lại quyền tự quản lớn hơn mà không cần "can thiệp" vào văn hóa doanh nghiệp của họ.
Vào năm 2008, John D. Carmack của id Software nói rằng EA không còn là "Đế chế tàn bạo". id sẽ hợp tác với EA Partners, mặc dù có một vài ý kiến phản đối vì quá khứ của hãng này.
"Tôi sẽ thừa nhận rằng, nếu bạn hỏi tôi một vài năm trước đây, tôi vẫn có suy nghĩ rằng EA là "Đế chế tàn bạo", hãng chuyên nghiền nát các studio nhỏ... Tôi đã rất ngạc nhiên nếu bạn nói với tôi một năm trước đó chúng tôi đã kết thúc với EA với tư cách là nhà phát hành. Khi chúng tôi đi ra ngoài và nói chuyện với mọi người, đặc biệt là những người như Valve là đối tác của EA, chúng tôi đã nhận được phản ứng rất tích cực từ họ."
Giống các chương trình khác mà EA hợp tác, như là dự án Harmonix/MTV Games, Carmack nhấn mạnh rằng thỏa thuận với EA: "nó không thực sự là một cuộc thương thảo phát hành. Thay vào đó, họ đưa ra một danh mục phục vụ: Valve lấy một phần,Crytek lấy phần khác, và chúng tôi có lẽ sẽ phải nhận phần thứ 3."
EA cũng bị chỉ trích cho việc đóng cửa các studio mua lại sau khi cho ra những game tệ hại từ các studio đó (ví dụ:Origin). Mặc dù, trong một số trường hợp, việc đóng cửa chỉ là sáp nhập nhân viên giữa các studio nhỏ thành một studio lớn hơn. Doanh thu ít ỏi và đánh giá kém về các game đầu tay xuất xưởng sau quá trình mua lại (hoặc sáp nhập) ý rằng sự kiểm soát và chỉ đạo của EA là nguyên nhân trực tiếp cho thất bại của game hơn là do studio làm game. Trong quá khứ, game Magic Carpet 2 đã bị thúc ép phải hoàn thành dù nhà thiết kế game Peter Molyneux đã phản đối và game này được bán ra trong kỳ nghỉ lễ với một số lỗi nghiêm trọng. Các studios như Origin và Bullfrog Productions từng sản xuất một số game mà đã thu hút được một số lượng fan nhất định. Rất nhiều người hâm mộ cũng cảm thấy khó chịu vì studio phát triển game yêu thích của họ bị đóng cửa, mặc dù có một số studio, như EALA (EA Los Angeles), đã khẳng định rằng họ sẽ cố gắng kế thừa di sản của studio trước đó(Westwood Studios). Đồng thời EA cũng bị chỉ trích từ công đoàn cho việc giải tán một số lượng lớn nhân viên trong khi đóng cửa các studio. Tuy nhiên, sau đó, hãng xác nhận rằng việc sa thải sẽ không nhằm hoàn toàn vào một nhóm hoặc studio, nhằm chống lại hai tin đồn trước đó là:một số nhóm nhân viên hoặc studio có thể là mục tiêu đặc biệt cho việc sa thải và ngụ ý rằng một số game đang phát triển sẽ không bao giờ được phát hành.
EA từng bị chỉ trích nặng nề với hành động mua lại 19,9% cổ phiếu của đối thủ cạnh tranh Ubisoft, một động thái mà nhiều người cảm thấy rằng sẽ dẫn đến một sự tiếp quản thù địch nhưng vẫn chưa thành hiện thực. Tuy nhiên, Tổng giám đốc Ubisoft Yves Guillemot sau đó bày tỏ rằng sự sáp nhập với EA là có thể xảy ra: " Lựa chọn đầu tiên của chúng tôi là tự điều hành tập đoàn và phát triển nó. Lựa chọn thứ 2 là kết hợp với ngành công nghiệp điện ảnh, lựa chọn cuối là sáp nhập". Tuy nhiên vào tháng 6/2010, EA quyết định bán bớt 15% cổ phiếu của Ubisoft. Số cổ phiếu đó tương đương với khoảng 94 triệu Euro (122 triệu USD).
EA còn từng bị chỉ trích trên các phương tiện truyền thông với cố gắng của mình trong việc tiếp quản thù địch Take Two Interactive.

### Hành xử với nhân viên
Vào năm 2004, Electronic Arts bị chỉ trích vì cho nhân viên làm việc ngoài giờ; thông thường lên đến 100 giờ mỗi tuần, và không chỉ vào những lúc gần phát hành sản phẩm. Blog công cộng EA Spouse đầy những lời ca thán như:" Giờ làm việc bắt buộc là từ 9 giờ sáng tới 10 giờ tối liên tục 7 ngày trong tuần với thỉnh thoảng có một tối thứ Bảy nghỉ sớm(6 giờ 30 tối)". Hãng đã phải giải quyết một vụ kiện bởi các "nghệ sĩ" làm game của mình để đền bù cho những giờ làm thêm không được trả lương. Số tiền đền bù lên tới 15,6 triệu USD. Kết quả là, rất nhiều các nhân viên phát triển cấp cơ bản (họa sĩ, lập trình, sản xuất,và thiết kế) bây giờ đã được làm việc theo giờ. Một vụ kiện tương tự được đưa ra bởi các lập trình viên đã được giải quyết với 14,9 triệu USD
.
Kể từ khi những lời chỉ trích đầu tiên được tung ra, có báo cáo rằng EA đã có những bước tích cực trong mối quan tâm cân bằng giữa công việc-cuộc sống bằng cách tập trung vào các dự án quy hoạch dài hạn, bồi thường, và giao tiếp với nhân viên. Những nỗ lực này được tăng tốc với sự xuất hiện của John Riccitiello là tổng giám đốc vào tháng 2 năm 2007. Trong tháng 12 năm 2007, một cuộc điều tra nội bộ trong EA cho thấy một sự gia tăng 13% trong tinh thần nhân viên và 21% nhân viên công nhận sự quản lý tốt như vậy trong thời gian ba năm.
Vào tháng 5/2008, tác giả của blog EA Spouse Erin Hoffman, nói trên trang web tin tức về ngành công nghiệp game Gamasutra, bày tỏ rằng EA đã đạt được tiến bộ đáng kể, nhưng có thể sẽ bị rơi vào mô hình cũ một lần nữa. Hoffman nói rằng "tôi nghĩ EA đã có rất nhiều cải cách, và đã thực hiện một số nỗ lực mạnh mẽ thực sự để có được đúng người vào bộ phận nguồn nhân lực." và "tôi có nghe về những người phải làm việc ngoài giờ đã được trả thù lao và tôi nghĩ điều đó tạo nên một sự khác biệt lớn. Trên thực tế, tôi đã khuyến khích một vài người tôi biết nhận việc ở EA.", nhưng cô cũng đồng thời phàn nàn rằng cô lại bắt đầu phải nghe những "câu chuyện kinh dị" một lần nữa.

### Chất lượng trò chơi
Năm 2006, trang web tập hợp đánh giá game Metacritic cho EA một điểm số trung bình là 72.0 (trên 100 điểm); dưới 2.5 điểm so với Nintendo (74.5) nhưng lại hơn 2 hãng phát triển thứ nhất là Microsoft (71.6) và Sony (71.2). Hãng phát triển thứ 3 có số điểm gần nhất là Take-Two Interactive (cũng được biết đến với 2 tên 2K Games và Rockstar Games) với 70.3 điểm. Số còn lại trong top 10 nhà phát hành bao gồm (Sega, Konami, THQ, Ubisoft, Activision) đều ở khoảng 60 điểm. Từ năm 2005 EA phát hành 5 game, Battlefield 2, Crysis, Rock Band, Mass Effect 2, và Dragon Age: Origins nhận được danh hiệu của Metacritic:Universal Acclaim (với số điểm đánh giá là 90 hoặc hơn).
Tổng hợp đánh giá hiệu suất của EA đã cho thấy một xu hướng giảm trong chất lượng vào những năm gần đây và dự kiến sẽ ảnh hưởng đến thị phần trong thời điểm cạnh tranh. Nhà phân tích Evan Wilson của hãng Pacific Crest Securities đã nói:"sự đánh giá thấp và chất lượng kém đang bắt đầu làm lu mờ thương hiệu EA. Theo điều tra đang tiếp tục của chúng tôi,xem xét dữ liệu của GameRankings.com tổng hợp, chất lượng tổng thể các game của EA tiếp tục giảm... Mặc dù thị phần đã không giảm mạnh cho đến nay. Trong những năm gần đây, như năm 2007, sẽ có sự cạnh tranh rất lớn, có vẻ như chất lượng không hề cải thiện.".
EA cũng đồng thời bị chỉ trích cho việc phát triển các game mà thiếu sự đổi mới,đối diện với số lượng các nhãn game sản xuất dưới thương hiệu EA cho thấy một lịch sử nhàm chán của các bản cập nhật hằng năm, đặc biệt trong thương hiệu game thể thao của họ. Điển hình là các game bán lẻ trên thị trường như một game mới với giá trọn bộ nhưng tính năng chỉ như một bản cập nhật: thay đổi vẻ ngoài, gia tăng một cách cơ học trò chơi,giao diện người dùng, và hình ảnh. Một số lời chỉ trích còn so sánh EA với Ubisoft(chuyên mua lại các tựa game hoặc chỉ chuyển game nổi tiếng sang hệ máy khác) và kết luận rằng sự sáng tạo của EA "cập nhật với tốc độ sên bò". Trong khi chính Tổng giám đốc của hãng, John Riccitiello, cũng thừa nhận việc thiếu sự đổi mới trong ngành công nghiệp game gần đây,nói rằng:"chúng tôi khiến mọi người chết vì chán và làm những game mà càng ngày càng khó để chơi. Đối với hầu hết, ngành công nghiệp game chỉ toàn tẩy rửa và lặp lại. Đã có rất nhiều sản phẩm trông như sản phẩm năm ngoái, và giống hệt sản phẩm của năm kia." EA đã tuyên bố rằng sẽ chuyển sự tập trung của mình sang làm các tựa game hoàn toàn mới nhằm để ngăn chặn xu hướng này, với việc gần đây mua lại các studio BioWare và Pandemic và đánh giá chúng sẽ tham gia vào quá trình này.
Vào năm 2021 EA ra mắt bom tấn game Battlefield 2042. Nhưng vì ra mắt sớm và sự cẩu thả của EA, khi ra mắt Battlefield 2042 nhận được 1 số chỉ trích của game thủ và đứng top 8 trên Steam về tựa game dở nhất trong 18 năm qua.

### Cấp phép thể thao và độc quyền
Vào 5/6/2008, một đơn kiện được nộp ở Oakland, California, cáo buộc Electronic Arts đang vi phạm điều luật chống độc quyền của luật pháp Mỹ bằng việc ký hợp đồng độc quyền với hiệp hội Bóng bầu dục quốc gia (NFL), hiệp hội bóng bầu dục Đại học(NCAA) và Giải bóng bầu dục Arena Football League, để sử dụng tên cầu thủ, chân dung và logo các đội bóng. Điều này sẽ giúp các công ty khác cũng có thể ký các thỏa thuận tương tự. Vụ kiện tiếp tục cáo buộc EA về việc tăng giá các trò chơi liên kết với các giấy phép đã ký ở trên là kết quả cho hành động này. Tuy nhiên, trong một cuộc phỏng vấn với GameTap, Peter Moore nói rằng chính NFL đã muốn bán thỏa thuận. "Để cho rõ ràng, NFL đã thực sự muốn một mối quan hệ độc quyền. EA mua, và giống như rất nhiều công ty khác, quan hệ độc quyền," Moore giải thích. " Đó không phải là yêu cầu của chúng tôi khi hợp đồng này trở thành độc quyền... Chúng tôi chỉ là người mua và đã rất may mắn cũng như vui mừng khi là hãng ký được thỏa thuận." Gần đây, EA còn kiện các cựu cầu thủ NCAA cáo buộc rằng họ đã sử dụng hình ảnh của mình mà không thỏa thuận.

### Thỏa thuận giấy phép phần mềm(thỏa thuận người dùng cuối (EULA) và quyền quản lý kỹ thuật số (DRM)
Tháng 9 năm 2008, game Spore do EA phát hành có thông tin rằng quyền quản lý kỹ thuật số của game bao gồm chương trình SecuROM(chương trình DRM đang gây tranh cãi phát triển bởi Sony) và giới hạn cài đặt trò chơi cho một đĩa game chỉ được 3 lần. Một số lượng lớn công chúng phản đối kịch liệt hệ thống DRM này trên Internet. Spore trên trang Amazon.com bị xếp hạng 1 sao và trong các đánh giá quan trọng của trò chơi để EA "chú ý đến người tiêu dùng". Hệ thống DRM này, mục tiêu thiết kế là ngăn chặn những nỗ lực sử dụng trái phép phần mềm mà EA phân phối, thay vào đó lại ảnh hưởng chủ yếu đến các khách hàng trả tiền, và chính bản thân game đã vi phạm bản quyền (dùng chương trình của Sony) trước khi phát hành. Vào 13/9/2008, có tuyên bố rằng Spore là game bị vi phạm bản quyền nhiều nhất với hơn nửa triệu lượt download trái phép trong tuần đầu tiên phát hành. Để đáp lại phản ứng của khách hàng, EA chính thức công bố phiên bản sắp ra mắt Command & Conquer: Red Alert 3 sẽ tăng số lần cài đặt và kích hoạt giới hạn lên 5 thay vì 3. Nhiều khách hàng vẫn không hài lòng, tuyên bố họ vẫn còn phải mua các trò chơi với mức giá toàn bộ.
Vào 22/9/2008, một vụ kiện cấp quốc tế khởi kiện EA về sử dụng DRM trong Spore, phàn nàn rằng EA không tiết lộ việc sử dụng SecuROM trong hướng dẫn game, và giải quyết SecuRom như thế nào khi bản chất nó là một rootkit, bao gồm việc tại sao nó vẫn tồn tại trong ổ cứng kể cả sau khi Spore đã tháo cài đặt. Vào 14/10/2008, một vụ kiện cấp tương tự đã buộc tội EA cho việc bao gồm một chương trình DRM trong bản chơi thử của trò Tạo Sinh vật(Spore).
Vào 31/3/2009, EA phát hành De-Authorization Management Tool (công cụ ủy quyền quản lý) cho phép khách hàng có đĩa cài đặt game có chứa trình SecuROM có thể kích hoạt "tái ủy quyền" cho một máy tính, giải phóng một trong 5 lần kích hoạt để có thể cài đặt lại đĩa game đó trên một máy khác.
Ngày 24 tháng 6 năm 2009, EA đã công bố và chính thức hóa một sự thay đổi trong cách tiếp cận của mình để ngăn chặn vi phạm bản quyền về trò chơi máy tính. Hãng có kế hoạch bỏ hết DRM trong các game của mình, thay vào đó là phương pháp kiểm tra CD-key truyền thống. Tuy nhiên, game sẽ bao gồm một phần nội dung không nằm trên đĩa game, yêu cầu phải download trong quá trình kích hoạt trò chơi. Mục đích là để khuyến khích khách hàng mua một bản copy hợp pháp của game. Một chính sách chung được đặt ra là hình dung game như một dịch vụ với rất nhiều nội dung download miễn phí hoặc mua liên kết tới trò chơi, một số quà tặng nhỏ và cập nhật thường xuyên như một cách khuyến khích người chơi mua các game bản quyền của EA.

### Quảng cáo phân biệt giới tính và phân biệt lứa tuổi
Chiến dịch quảng cáo cho Dead Space 2 đã bị phản đối là phân biệt giới và phân biệt tuổi, các game thủ tuyên bố rằng nó củng cố định kiến lạc hậu với game thủ nữ và game thủ lớn tuổi. Khi game được xếp hạng M và chỉ người trên 17 tuổi mới mua được, mọi người nghĩ rằng chiến dịch quảng cáo là vô nghĩa và sẽ làm ảnh hưởng thị phần. " Phần chiến dịch của game dựa trên một cơ sở duy nhất- mà bỏ qua bao nhiêu văn hóa của game đã tạo dựng". Cho tới năm 2010, 40% các game thủ chỉ chơi game trên hệ console là phụ nữ và có độ tuổi trung bình là 34.
Trong suốt chiến dịch quảng cáo, 200 phụ nữ đã được chọn quảng cáo cho các giá trị bảo thủ của EA và thiếu hiểu biết với video game. Phản ứng của game thủ với game là hình ảnh của game đăng trên trang web của EA và quảng cáo trên TV với câu khẩu hiệu "Your mom hates Dead Space 2" (mẹ bạn ghét Dead Space 2).
Vào 24/2/2011, Extra Credits một nhóm làm việc cho tờ báo video game trực tuyến The Escapist phát hành 'An Open Letter to EA Marketing' (thư ngỏ cho cách maketing của EA) trong cột giới thiệu game hằng tuần của mình, lên án chiến dịch quảng bá của Electronic Arts cho việc phát hành các game Dante's Inferno, Medal of Honor và Dead Space 2, lập luận rằng EA quyết định thuê người biểu tình giả và tiếp thị game hoàn toàn trên các giá trị gây sốc, trong khi bỏ mặc việc bảo vệ thương hiệu trong phiên bản tái phát hành Medal of Honor trên cơ sở Hiến pháp sửa đổi của Hoa Kỳ khi để người chơi chơi với tư cách là một người lính của Taliban, điều này đã làm tổn thương tới ngành công nghiệp và phản tác dụng với mong muốn từ lâu của EA là nâng game lên đến tầm nghệ thuật như đã minh chứng trong quảng cáo của EA vào thập niên 80 'Can a Computer Make You Cry?'(máy tính liệu có thể khiến bạn khóc).

## Logo
Logo của Electronic Arts đã trải qua một vài thay đổi trong suốt lịch sử của công ty. Logo cổ điển của doanh nghiệp vuông / tròn / tam giác, chấp nhận ngay sau khi được tạo ra và bị loại bỏ vào năm 1999, được phát minh bởi Barry Deutsch của Steinhilber Deutsch và công ty thiết kế Gard. Ba hình có ý nghĩa là "bảng chữ cái cơ bản của thiết kế đồ họa.". Các hình được vectơ hóa để thể hiện công nghệ. Nhiều khách hàng đã nhầm vuông/tròn/tam giác là biểu tượng cách điệu hóa của "EOA.". Dù họ nghĩ chữ "E" là "Electronic" và "A" cho "Arts", nhưng không hề có ý tưởng nào cho chữ "O", trừ phi có lẽ chữ "O" trong "Electronic." Trong một bản tin của EA, hơn nữa, kể cả trong những thảo luận đùa cợt về vấn đề, nói rằng hình vuông và hình tam giác đúng là đại diện cho chữ "E" và chữ "A", nhưng hình tròn có ý là" một quả bóng của hãng Nerf đã bị mắc kẹt trong một ổ đĩa mềm và đã xuất hiện trên màn hình splash của chúng tôi từ bao giờ". Các khách hàng khác lại nhìn logo là cách điệu của "ECA". Vòng tròn có lẽ đặt ở giữa để phân tách chữ "E" và "A".
Nancy Fong và Bing Gordon có ý tưởng là giấu 3 hình trên các bìa đĩa của từng game, mượn ý tưởng từ truyền thuyết đô thị liên quan đến vị trí của biểu tượng con thỏ trên bìa tạp chí Playboy. Tìm vị trí biểu tượng ẩn trên nhãn hiệu của EA đã trở thành một thói quen của các nhân viên bất cứ khi nào một vỏ đĩa xuất hiện trên tủ đồ của Fong. Vào tháng 12/1986, David Gardner và Mark Lewis chuyển sang Anh để mở một trụ sở ở châu Âu. Cho tới thời điểm đó mới công bố thương hiệu Electronic Arts Games, game của công ty được chuyển sang in trên băng từ tại châu Âu đều được làm bởi Ariolasoft.
Biểu tượng hiện tại của EA xuất phát từ biểu tượng sử dụng bởi thương hiệu con "EA Sports", được sử dụng lần đầu trong một dạng khác vào năm 1988, khi EA giới thiệu thương hiệu "EASN" (về sau đổi thành "EA Sports" khi gặp rắc rối pháp lý với ESPN). Biểu tượng đã được chỉnh sửa và chấp nhận rộng rãi trong hãng từ năm 1999.
Logo xuất hiện trong game đã thay đổi vài lần từ khi bắt đầu thành lập Electronic Arts. Vào cuối những năm 90 cho đến năm 2001, nguyên bản là một hiệu ứng tiếng nổ đi kèm với hai chữ EA hiện lên, tiếp đó là một giọng điện tử phát âm "E" và "A". Âm thanh hiệu ứng thay đổi trong các game nhất định (ví dụ âm thanh của hai chữ EA khi xuất hiện). Vào các năm 1999-2003, một vòng tròn bao quanh bật lên và định hình 2 chữ EA trong logo hiện nay của "EA Games", đi kèm với một tiếng "ping". Vào năm 2002 tới năm 2004, logo của EA Games xuất hiện trên màn hình, đi kèm với một giọng nói lớn "EA Games" theo sau là một giọng thì thầm "challenge everything". Vào năm 2005, biểu tượng EA màu bạc xuất hiện rồi mờ dần đi. Từ năm 2006 tới nay: logo khác nhau tùy theo game, mang theo một số khía cạnh nào đó của game mà nó đại diện. Tuy nhiên 2 chữ EA luôn luôn giữ nguyên và biểu tượng luôn đi kèm với vòng tròn bao quanh.
Khẩu hiệu của hãng cũng thay đổi vài lần từ khi bắt đầu là công ty. Ban đầu, đó là "We see farther."(khẩu hiệu khi thành lập), sau đó là "EA Games, challenge everything.", và "EA Sports, get in the game."(một cách rút gọn của câu khẩu hiệu cũ"If it's in the game, it's in the game."). "EA Sports, it's in the game" được nói bởi Andrew Anthony.

Biểu tượng ban đầu của EA, 1982–1999.
EA Games logo. biểu tượng hiện tại phiên bản đầu, 1999-2006.
logo sửa đổi của Electronic Arts từ năm 2006.
logo nguyên bản của EASN và EA Sports.
logo hiện tại của EA Sports.